# Albert Issa
Albert A. Issa (* 1943 in Zinder; † 5. Februar 1993 in Niamey) war ein nigrischer Schriftsteller und Verleger.

## Leben
Albert Issa arbeitete als technischer Angestellter in der Entwicklungspolitik. Er unternahm mehrere Reisen durch Afrika und nach Europa. Issa schrieb in französischer Sprache. Er veröffentlichte 1986 unter dem Titel Ballade poétique eine Sammlung seiner Gedichte. Sein Theaterstück Cady ou l’amour fétiche, erschienen 1988, handelt von der Liebesgeschichte eines jungen Paars, das durch einen Herrscher in den Tod getrieben und mittels des Bori-Kults wieder zum Leben erweckt wird. Albert Issa gründete im Februar 1990 das Verlagshaus Éditions du Sahel in Niamey. Der Verlag, der mit finanziellen und logistischen Problemen zu kämpfen hatte, brachte unter anderem ein Unternehmensverzeichnis (Répertoire des Entreprises nigériennes) und die alle zwei Monate erscheinende Zeitschrift L’Entreprise heraus. Éditions du Sahel nahm auch Aufträge als Werbeagentur an, beispielsweise für den Musikwettbewerb Prix Dan Gourmou. Issa starb 1993 in Niamey.

## Werke
- Ballade poétique. La Pensée universelle, Paris 1986, ISBN 2-214-06458-3.
- Cady ou l’Amour fétiche. La Pensée universelle, Paris 1988, ISBN 2-214-06874-0.
- Les problèmes de l’édition. In: Marie-Clotilde Jacquey (Hrsg.): Littérature nigérienne (= Notre librairie. Nr. 107). CLEF, Paris 1991, S. 147–148.